# St. Clemens (Eschenlohe)

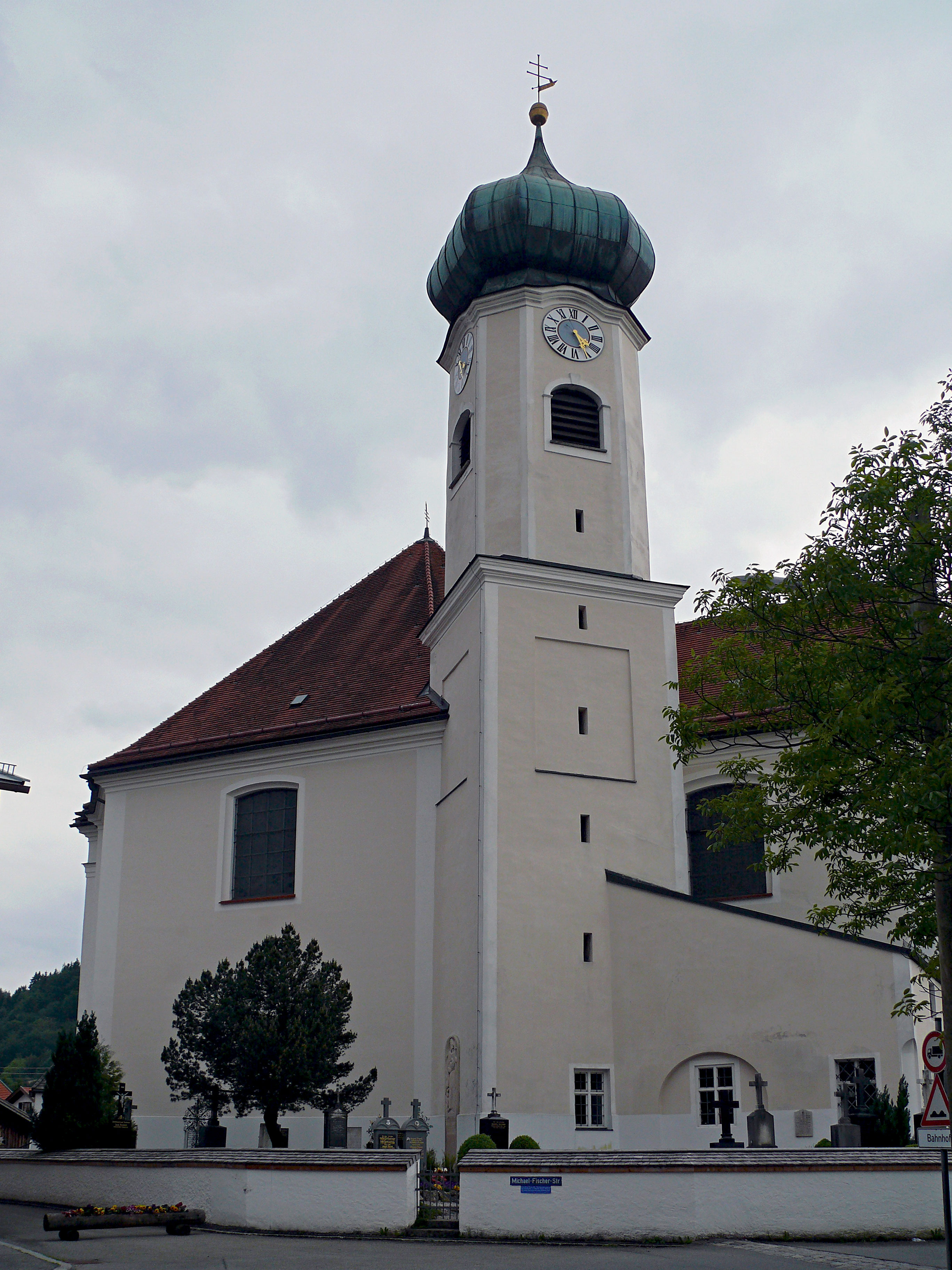
Kirche St. Clemens in Eschenlohe

Die römisch-katholische Pfarrkirche St. Clemens steht im oberbayerischen Eschenlohe im Landkreis Garmisch-Partenkirchen. Sie gehört mit der Pfarrei Eschenlohe zur Pfarreiengemeinschaft Murnau und zum Dekanat Benediktbeuern und damit zum Bistum Augsburg.

## Geschichte

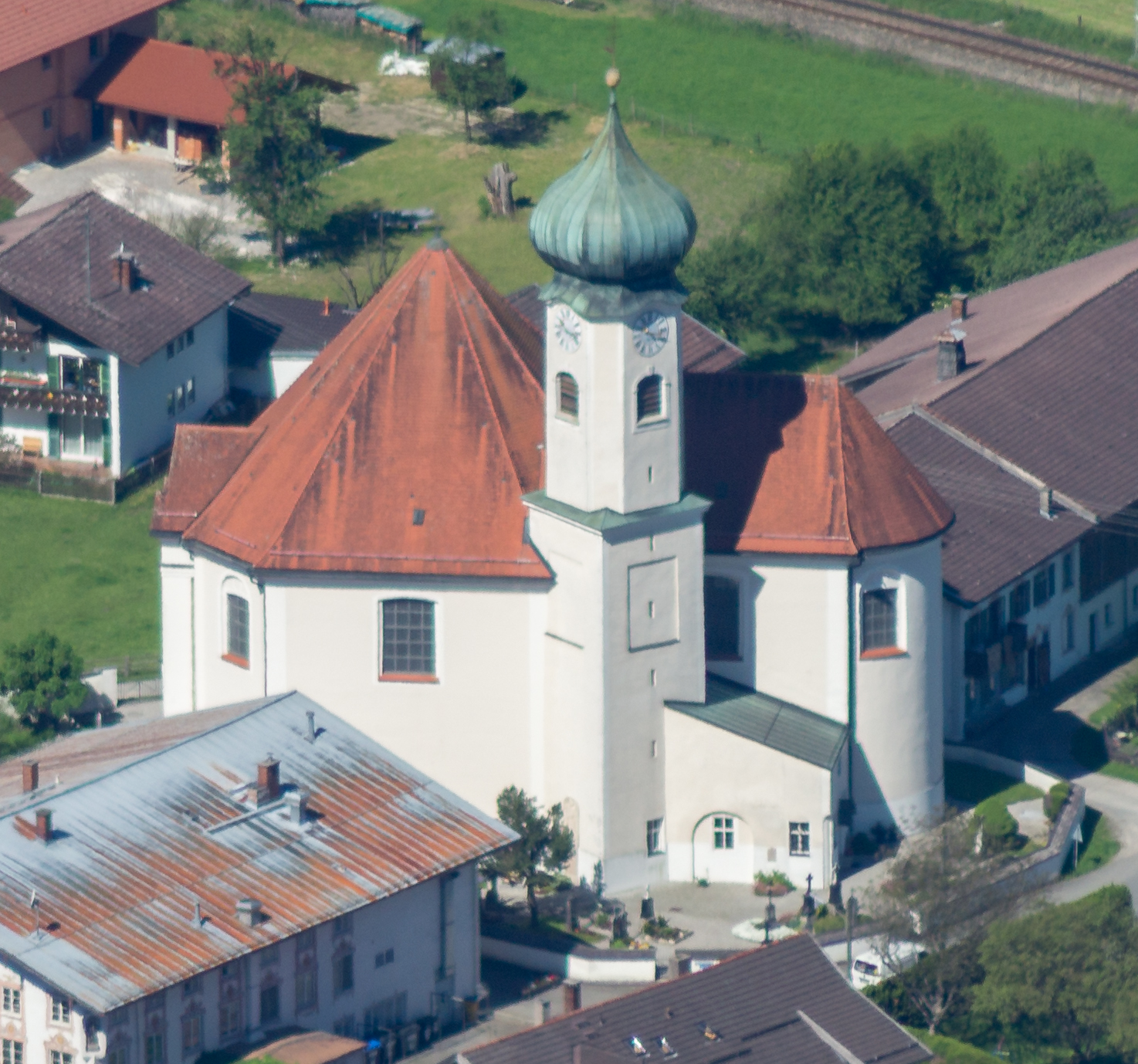
St. Clemens – deutlich zu erkennen die eingeengte Lage

Die spätbarocke Kirche wurde von 1764 bis 1782 nach Plänen von Johann Michael Fischer und Franz Anton Kirchgrabner auf den Fundamenten des gotischen Vorgängerbaus errichtet. Den Auftrag dazu gaben der Pfarrer Ignaz Kaltenhauser und der Ettaler Abt Bernhard II. von Eschenbach. Aus Platzgründen wurde sie nicht geostet, sondern ist nach Norden ausgerichtet.
In den 1970er-Jahren wurde die Orgelempore abgesenkt, um durch das dahinterliegende Fenster mehr Licht in den Innenraum gelangen zu lassen. Der Rückbau dieser Maßnahme war Teil der umfangreichen Renovierungs- und Erhaltungsmaßnahmen von 1994 bis 2009, die ca. 3,3 Millionen Euro kosteten.

## Ausstattung

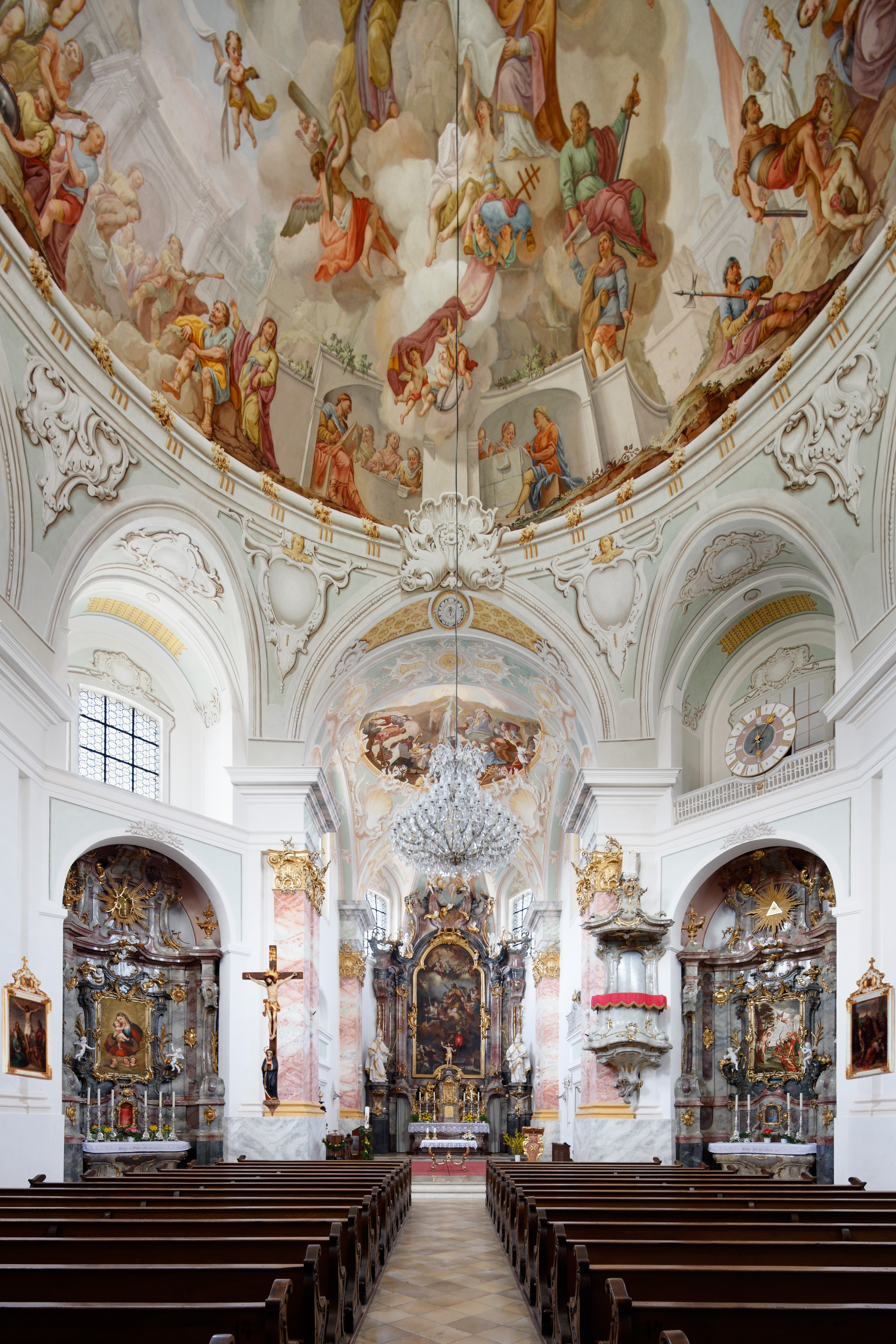
Innenansicht

Das Fresko im Chor stammt von Johann Jakob Zeiller. Es zeigt den Kirchenpatron Papst Clemens I., der, mit vielen Christen auf der Halbinsel Krim zu Steinbrucharbeiten verurteilt, den Himmel um Wasser anfleht.

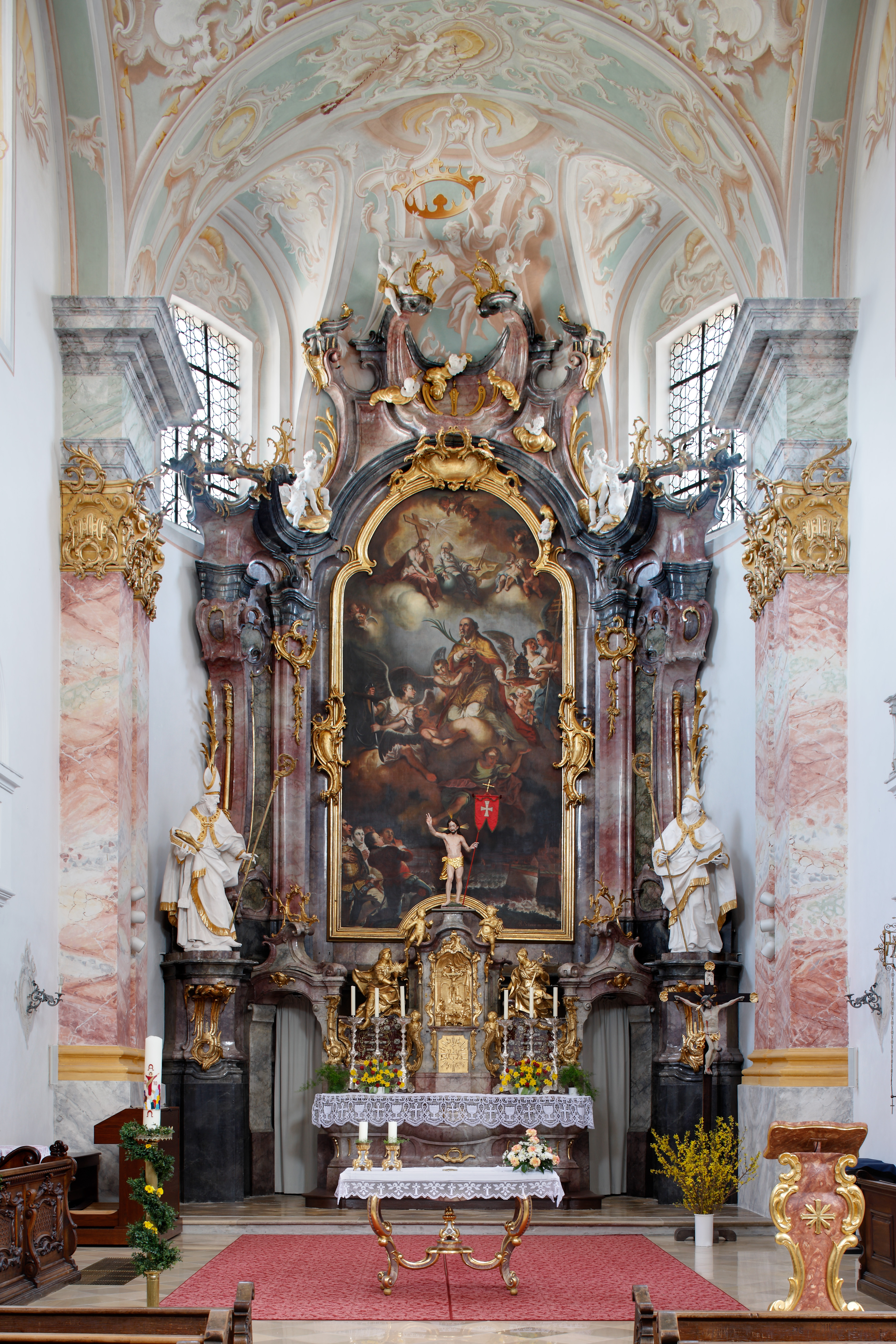
Hochaltar

Der dem Bildhauer Johann Baptist Straub zugeschriebene Rokoko-Hochaltar wird von einem Gemälde Johann Baptist Schmons dominiert, das das Martyrium des hl. Clemens zeigt. Als Hintergrund wählte der Künstler die Stadt Hamburg, was an einer großzügigen Spende des aus Eschenlohe stammenden Kaufmanns Johann Anton Eurl lag, der in der Hansestadt zu Wohlstand kam.
Das Deckengemälde im Langhaus schuf der Augsburger Maler Ignaz Paur. Es zeigt in der Mitte die Verklärung des Kirchenpatrons. Auf einem Ring darunter sind fünf Beispiele von Martyrien sowie die sieben Notare des Clemens dargestellt. Letztere setzte der Papst für die Bezirke von Rom ein, um die Martyrien verfolgter Christen als Zeugen aufzuzeichnen.
In den abgeschrägten nördlichen Ecken des Langhauses befindet sich in Nischen je ein Seitenaltar.
Unter der Empore befindet sich eine Figur des heiligen Johann Nepomuk, Patron u. a. der Flößer, die von den Eschenloher Flößern gestiftet wurde.

### Orgel

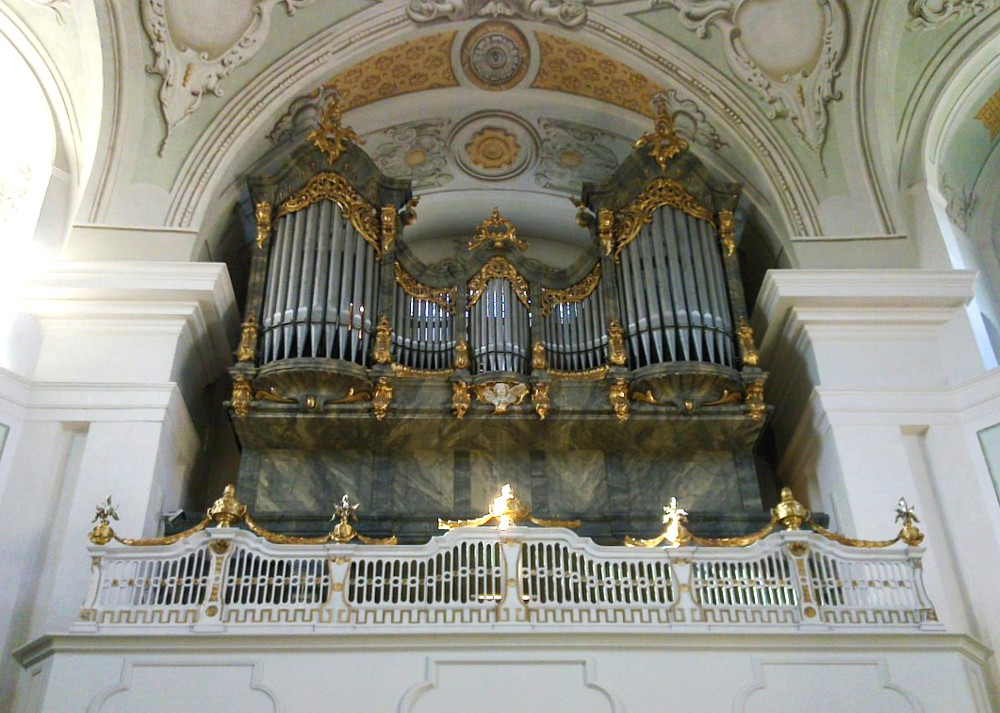
Orgel, 2017

Die Orgel wurde 1906 vom Münchner Franz Borgias Maerz gebaut. 1930 wurden ein Schwellwerksgehäuse und ein neuer Spieltisch eingebaut. Im Jahr 1973 erfolgte ein weiterer Umbau, bei dem hohe Stimmen und eine elektrische Spieltraktur hinzugefügt und die originale Windversorgung entfernt wurden. Die Firma Freiburger Orgelbau Hartwig und Tilmann Späth setzte die Orgel 2006 instand.
| I Hauptwerk C–f3 |       |
| Bourdon          | 16′   |
| Principal        | 8′    |
| Tibia            | 8′    |
| Viola di Gamba   | 8′    |
| Salicional       | 8′    |
| Rohrflöte        | 4′    |
| Octave           | 4′    |
| Superoctav       | 2′    |
| Mixtur IV–V      | 2 ⁄3′ |
| Trompete         | 8′    |

| II Schwellwerk C–g3 |    |
| Geigenprincipal     | 8′ |
| Liebl. Gedeckt      | 8′ |
| Violine             | 8′ |
| Dolce               | 8′ |
| Vox coelestis       | 8′ |
| Fugara              | 4′ |
| Oboe                | 8′ |

| Pedal C–d1 |     |
| Subbass    | 16′ |
| Violon     | 16′ |
| Octavbass  | 8′  |
| Cello      | 8′  |
| Posaune    | 16′ |

### Glocken
Im Turm von St. Clemens hängen fünf Glocken, von denen zwei aus der Zeit vor dem Zweiten Weltkrieg stammen.
| Nr. | Patronat             | Gießer               | Gussort   | Gussjahr | Schlagton |
| --- | -------------------- | -------------------- | --------- | -------- | --------- |
| 1   | Dreifaltigkeit       | Karl Czudnochowsky   | Erding    | 1949     | d′        |
| 2   | St. Maria            | Karl Czudnochowsky   | Erding    | 1949     | f′        |
| 3   | St. Clemens          | unbekannt / unsicher | Landsberg | 1807     | g′        |
| 4   | St. Leonhard         | Karl Czudnochowsky   | Erding    | 1949     | a′        |
| 5   | Heiliger Schutzengel | Gebr. Ulrich         | Kempten   | 1924     | c′′       |